# Lazarus Vitalis Msimbe
Lazarus Vitalis Msimbe SDS (* 27. Dezember 1963 in Homboza, Distrikt Mvomero, Region Morogoro) ist ein tansanischer Ordensgeistlicher und römisch-katholischer Bischof von Morogoro.

## Leben
Lazarus Vitalis Msimbe trat der Ordensgemeinschaft der Salvatorianer bei und legte am 8. Dezember 1987 die zeitliche Profess ab. Von 1990 bis 1993 studierte er Philosophie am Our Lady of the Angels Major Seminary in Kibosho und von 1993 bis 1998 Katholische Theologie am St. Charles Lwanga Senior Seminary in Segerea. Msimbe legte am 8. Dezember 1994 die ewige Profess ab und empfing am 21. Juni 1998 das Sakrament der Priesterweihe.
Nachdem Lazarus Vitalis Msimbe 1998 kurzzeitig als Seelsorger in Lukuledi im Bistum Tunduru-Masasi gewirkt hatte, wurde er Regens des Priesterseminars und Verantwortlicher für die Berufungspastoral in der tansanischen Ordensprovinz der Salvatorianer. Von 2002 bis 2005 war er Novizenmeister in der Niederlassung der Salvatorianer in Nakapanya und von 2005 bis 2011 Provinzial der tansanischen Ordensprovinz seiner Ordensgemeinschaft. 2012 wurde Msimbe für weiterführende Studien nach Großbritannien entsandt, wo er 2016 am Heythrop College der Universität London zum Doktor beider Rechte promoviert wurde. Ferner erwarb er an der University of the West of England in Bristol einen Abschluss im Fach Völkerrecht. Neben seinem Promotionsstudium wirkte Msimbe als Seelsorger in verschiedenen Londoner Pfarreien.
Nach der Rückkehr in seine Heimat wurde Msimbe Ausbilder der Seminaristen der Salvatorianer am Jordan University College in Morogoro. Von 2017 bis Februar 2019 war er zudem Vize-Provinzial der tansanischen Ordensprovinz der Salvatorianer. Papst Franziskus bestellte ihn am 13. Februar 2019 zum Apostolischen Administrator sede plena des Bistums Morogoro. Nach dem Rücktritt von Telesphore Mkude am 30. Dezember 2020 wurde Lazarus Vitalis Msimbe Apostolischer Administrator sede vacante et ad nutum Sanctae Sedis.
Am 31. Mai 2021 ernannte ihn Papst Franziskus zum Bischof von Morogoro. Der Apostolische Nuntius in Tansania, Erzbischof Marek Solczyński, spendete ihm am 19. September desselben Jahres die Bischofsweihe; Mitkonsekratoren waren der Erzbischof von Daressalam, Jude Thadaeus Ruwa’ichi OFMCap, und der emeritierte Bischof von Morogoro, Telesphore Mkude.